# Hommertshausen
Hommertshausen (mundartlich Hoummertshause) ist ein Dorf im Hessischen Hinterland und als solches ein Ortsteil der Großgemeinde Dautphetal im mittelhessischen Landkreis Marburg-Biedenkopf.

## Geographie
Hommertshausen liegt etwa 7,5 km südlich der ehemaligen Kreisstadt Biedenkopf. Der Ort liegt auf etwa 290 bis 360 m ü. NN. Durch Hommertshausen verläuft die Schelde-Lahn-Straße (L3042), die von Friedensdorf nach Niedereisenhausen führt. Der historische Ortskern befindet sich im westlichen Teil des Dorfes, im Umfeld einer kleinen Fachwerkkirche. Der Reibersberg ist mit 485 Meter Höhe die höchste Erhebung in der Gemarkung.

## Geschichte

### Ortsgeschichte
Die älteste bekannte schriftliche Erwähnung von Hommertshausenerfolgte unter dem Namen Hümbratishusen im Jahr 1326.
Zu den frühgeschichtlichen Fundstellen zählen die Ringwallanlage Eisenköpfe.
Die Statistisch-topographisch-historische Beschreibung des Großherzogthums Hessen berichtet 1830 über Hommertshausen:

„Homertshausen (L. Bez. Gladenbach) evangel. Filialdorf; liegt 2 1⁄2 St. von Gladenbach, hat 38 Häuser und 238 Einwohner, die bis auf 2 Katholiken evangelisch sind. Im Jahr 1615 wurde hier Kupfererz gegraben, und von 1730 an, der Bergbau besonders stark betrieben. Ein Stollen ging unter dem Dorfe hin, wodurch alle Brunnen versiegten. Es wurden neue Brunnen gegraben, die tiefer, als der Stollen lagen. Nachdem aber dieser Stollen eingegangen, bekamen auch alle Brunnen ihr Wasser wieder. In den Jahren 1732–1742 wurden aus dem Bergwerk 21,037 Ctnr. Kupfererze gewonnen, dann aber wurde es für ausgehauen erklärt und verlassen.“

Hessische Gebietsreform (1970–1977)
Zum 1. Juli 1974 wurde die bis dahin selbständige Gemeinde Hommertshausen im Zuge der Gebietsreform in Hessen mit 11 weiteren Gemeinden kraft Landesgesetz zur neuen Großgemeinde Dautphetal zusammengeschlossen. Sitz der Gemeindeverwaltung wurde der Ortsteil Dautphe. Für alle ehemals eigenständigen Gemeinden von Dautphetal wurden Ortsbezirke mit Ortsbeirat und Ortsvorsteher nach der Hessischen Gemeindeordnung eingerichtet.

### Verwaltungsgeschichte im Überblick
Die folgende Liste zeigt die Staaten und Verwaltungseinheiten, denen Hommertshausen angehört(e):
- vor 1567: Heiliges Römisches Reich, Landgrafschaft Hessen, Amt Biedenkopf, Gericht Dautphe
- ab 1567: Heiliges Römisches Reich, Landgrafschaft Hessen-Marburg, Amt Biedenkopf[9]
- 1604–1648: strittig zwischen Hessen-Kassel und Hessen-Darmstadt (Hessenkrieg)
- ab 1604: Heiliges Römisches Reich, Landgrafschaft Hessen-Kassel, Amt Biedenkopf, Gericht Dautphe
- ab 1627: Heiliges Römisches Reich, Landgrafschaft Hessen-Darmstadt, Oberfürstentum Hessen, Amt Biedenkopf, Gericht Dautphe[10][11]
- ab 1806: Großherzogtum Hessen,[Anm. 2] Oberfürstentum Hessen, Amt Biedenkopf[12]
- ab 1815: Großherzogtum Hessen, Provinz Oberhessen, Amt Biedenkopf[13]
- ab 1821: Großherzogtum Hessen, Provinz Oberhessen, Landratsbezirk Gladenbach[Anm. 3]
- ab 1832: Großherzogtum Hessen, Provinz Oberhessen, Kreis Biedenkopf
- ab 1848: Großherzogtum Hessen, Regierungsbezirk Biedenkopf
- ab 1852: Großherzogtum Hessen, Provinz Oberhessen, Kreis Biedenkopf
- ab 1867: Königreich Preußen, Provinz Hessen-Nassau, Regierungsbezirk Wiesbaden, Kreis Biedenkopf (übergangsweise Hinterlandkreis)[11]
- ab 1871: Deutsches Reich,[Anm. 4] Königreich Preußen, Provinz Hessen-Nassau, Regierungsbezirk Wiesbaden, Kreis Biedenkopf
- ab 1918: Deutsches Reich (Weimarer Republik), Freistaat Preußen, Provinz Hessen-Nassau, Regierungsbezirk Wiesbaden, Kreis Biedenkopf
- ab 1932: Deutsches Reich, Freistaat Preußen, Provinz Hessen-Nassau, Regierungsbezirk Wiesbaden, Landkreis Dillenburg
- ab 1933: Deutsches Reich, Freistaat Preußen, Provinz Hessen-Nassau, Regierungsbezirk Wiesbaden, Landkreis Biedenkopf
- ab 1944: Deutsches Reich, Freistaat Preußen, Provinz Nassau, Landkreis Biedenkopf
- ab 1945: Amerikanische Besatzungszone,[Anm. 5] Groß-Hessen, Regierungsbezirk Wiesbaden, Landkreis Biedenkopf
- ab 1946: Amerikanische Besatzungszone, Hessen, Regierungsbezirk Wiesbaden, Landkreis Biedenkopf
- ab 1949: Bundesrepublik Deutschland, Hessen, Regierungsbezirk Wiesbaden, Landkreis Biedenkopf
- ab 1968: Bundesrepublik Deutschland, Hessen, Regierungsbezirk Darmstadt, Landkreis Biedenkopf
- ab 1974: Bundesrepublik Deutschland, Hessen, Regierungsbezirk Kassel, Landkreis Marburg-Biedenkopf, Gemeinde Dautphetal
- ab 1981: Bundesrepublik Deutschland, Hessen, Regierungsbezirk Gießen, Landkreis Marburg-Biedenkopf, Gemeinde Dautphetal

### Gerichte seit 1803
In der Landgrafschaft Hessen-Darmstadt wurde mit Ausführungsverordnung vom 9. Dezember 1803 das Gerichtswesen neu organisiert. Für die Provinz Oberhessen wurde das Hofgericht Gießen als Gericht der zweiten Instanz eingerichtet. Die Rechtsprechung der ersten Instanz wurde durch die Ämter bzw. Standesherren vorgenommen und somit für Hommertshausen durch das Amt Biedenkopf. Das Hofgericht war für normale bürgerliche Streitsachen Gericht der zweiten Instanz, für standesherrliche Familienrechtssachen und Kriminalfälle die erste Instanz. Übergeordnet war das Oberappellationsgericht Darmstadt.
Mit der Gründung des Großherzogtums Hessen 1806 wurde diese Funktion beibehalten, während die Aufgaben der ersten Instanz 1821 im Rahmen der Trennung von Rechtsprechung und Verwaltung auf die neu geschaffenen Landgerichte übergingen. Landgericht Gladenbach war daher von 1821 bis 1853 die Bezeichnung für das erstinstanzliche Gericht in Gladenbach, das für Hommertshausen zuständig war. Infolge der Neuordnung der Gerichtsbezirke in der Provinz Oberhessen mit Wirkung vom 15. Oktober 1853 wurden Hommertshausen an den Bezirk des Landgerichts Biedenkopf abgetreten.
Nach der Abtretung des Kreises Biedenkopf an Preußen infolge des Friedensvertrags vom 3. September 1866 zwischen dem Großherzogtum Hessen und dem Königreich Preußen wurde der Landgerichtsbezirk Gladenbach preußisch. Im Juni 1867 erging eine königliche Verordnung, die die Gerichtsverfassung im vormaligen Herzogtum Nassau und den vormals zum Großherzogtum Hessen gehörenden Gebietsteilen neu ordnete. Die bisherigen Gerichtsbehörden sollten aufgehoben und durch Amtsgerichte in erster, Kreisgerichte in zweiter und ein Appellationsgericht in dritter Instanz ersetzt werden. Im Zuge dessen erfolgte am 1. September 1867 die Umbenennung des bisherigen Landgerichts in Amtsgericht Gladenbach. Die Gerichte der übergeordneten Instanzen waren das Kreisgericht Dillenburg und das Appellationsgericht Wiesbaden.
Vom 1. Oktober 1944 bis 1. Januar 1949 gehörte das Amtsgericht Gladenbach zum Landgerichtsbezirk Limburg, danach aber wieder zum Landgerichtsbezirk Marburg. Am 1. Juli 1968 erfolgte die Aufhebung des Amtsgerichts Gladenbach, welches fortan nur noch als Zweigstelle des Amtsgerichts Biedenkopf fungierte. Am 1. November 2003 wurde diese Zweigstelle schließlich aufgelöst und Hommertshausen dem Bereich des Amtsgerichts Biedenkopf zugeteilt.
In der Bundesrepublik Deutschland sind die übergeordneten Instanzen das Landgericht Marburg, das Oberlandesgericht Frankfurt am Main sowie der Bundesgerichtshof als letzte Instanz.

## Bevölkerung

### Einwohnerstruktur 2011
Nach den Erhebungen des Zensus 2011 lebten am Stichtag dem 9. Mai 2011 in Hommertshausen 702 Einwohner. Darunter waren 27 (3,8 %) Ausländer. Nach dem Lebensalter waren 117 Einwohner unter 18 Jahren, 285 zwischen 18 und 49, 156 zwischen 50 und 64 und 141 Einwohner waren älter. Die Einwohner lebten in 282 Haushalten. Davon waren 57 Singlehaushalte, 105 Paare ohne Kinder und 96 Paare mit Kindern, sowie 18 Alleinerziehende und 3 Wohngemeinschaften. In 63 Haushalten lebten ausschließlich Senioren/-innen und in 186 Haushaltungen lebten keine Senioren/-innen.

### Einwohnerentwicklung
| Quelle: Historisches Ortslexikon | |
| • 1577:                          | 020 Hausgesesse                                                                                      |
| • 1630:                          | 018 Hausgesesse (3 dreispännige, 7 zweispännige, 3 einspännige Ackerleute, 5 Einläuftige), 3 Witwen. |
| • 1677:                          | 019 Hausgründe, 2 Witwen, 9 ledige Personen.                                                         |
| • 1742:                          | 056 Haushalte                                                                                        |
| • 1791:                          | 191 Einwohner                                                                                        |
| • 1800:                          | 200 Einwohner                                                                                        |
| • 1806:                          | 198 Einwohner, 31 Häuser                                                                             |
| • 1829:                          | 236 Einwohner, 38 Häuser                                                                             |

| Hommertshausen: Einwohnerzahlen von 1791 bis 2018 | Hommertshausen: Einwohnerzahlen von 1791 bis 2018 | Hommertshausen: Einwohnerzahlen von 1791 bis 2018 | Hommertshausen: Einwohnerzahlen von 1791 bis 2018 | Hommertshausen: Einwohnerzahlen von 1791 bis 2018 |
| --- | ------------------------------------------------- | ------------------------------------------------- | ------------------------------------------------- | ------------------------------------------------- |
| Jahr |                                                   |                                                   |                                                   | Einwohner                                         |
| 1791 | 1791                                              |                                                   | 191                                               | 191                                               |
| 1800 | 1800                                              |                                                   | 200                                               | 200                                               |
| 1806 | 1806                                              |                                                   | 198                                               | 198                                               |
| 1829 | 1829                                              |                                                   | 238                                               | 238                                               |
| 1834 | 1834                                              |                                                   | 255                                               | 255                                               |
| 1840 | 1840                                              |                                                   | 268                                               | 268                                               |
| 1846 | 1846                                              |                                                   | 285                                               | 285                                               |
| 1852 | 1852                                              |                                                   | 295                                               | 295                                               |
| 1858 | 1858                                              |                                                   | 323                                               | 323                                               |
| 1864 | 1864                                              |                                                   | 290                                               | 290                                               |
| 1871 | 1871                                              |                                                   | 268                                               | 268                                               |
| 1875 | 1875                                              |                                                   | 297                                               | 297                                               |
| 1885 | 1885                                              |                                                   | 314                                               | 314                                               |
| 1895 | 1895                                              |                                                   | 371                                               | 371                                               |
| 1905 | 1905                                              |                                                   | 361                                               | 361                                               |
| 1910 | 1910                                              |                                                   | 381                                               | 381                                               |
| 1925 | 1925                                              |                                                   | 438                                               | 438                                               |
| 1939 | 1939                                              |                                                   | 404                                               | 404                                               |
| 1946 | 1946                                              |                                                   | 644                                               | 644                                               |
| 1950 | 1950                                              |                                                   | 646                                               | 646                                               |
| 1956 | 1956                                              |                                                   | 643                                               | 643                                               |
| 1961 | 1961                                              |                                                   | 660                                               | 660                                               |
| 1967 | 1967                                              |                                                   | 678                                               | 678                                               |
| 1980 | 1980                                              |                                                   | ?                                                 | ?                                                 |
| 1990 | 1990                                              |                                                   | ?                                                 | ?                                                 |
| 2000 | 2000                                              |                                                   | ?                                                 | ?                                                 |
| 2007 | 2007                                              |                                                   | 737                                               | 737                                               |
| 2011 | 2011                                              |                                                   | 702                                               | 702                                               |
| 2016 | 2016                                              |                                                   | 718                                               | 718                                               |
| 2018 | 2018                                              |                                                   | 687                                               | 687                                               |
| Datenquelle: Historisches Gemeindeverzeichnis für Hessen: Die Bevölkerung der Gemeinden 1834 bis 1967. Wiesbaden: Hessisches Statistisches Landesamt, 1968. Weitere Quellen: ; nach 2000: Gemeinde Dautphetal (webarchiv); Zensus 2011 |                                                   |                                                   |                                                   |                                                   |

### Historische Religionszugehörigkeit
| Quelle: Historisches Ortslexikon |                                                                            |
| • 1829:                          | 236 evangelische, 2 römisch-katholische Einwohner                          |
| • 1885:                          | 314 evangelische (= 100 %) Einwohner                                       |
| • 1961:                          | 560 evangelische (= 84,85 %), 92 römisch-katholische (= 13,94 %) Einwohner |

### Historische Erwerbstätigkeit
| Quelle: Historisches Ortslexikon | |
| • 1867:                          | Erwerbspersonen: 55 Landwirtschaft, 1 Forstwirtschaft, 2 Verkehr, 1 Erziehung und Unterricht, 1 Kirche und Gottesdienst, 9 Gemeindeverwaltung. |
| • 1961:                          | Erwerbspersonen: 112 Land- und Forstwirtschaft, 177 produzierendes Gewerbe, 19 Handel und Verkehr, 22 Dienstleistungen und Sonstiges.          |

## Politik

### Wappen
Blasonierung: In Rot eine goldene geschweifte Spitze, darin eine aufgerichtete rote Schwurhand, zu beiden Seiten der Spitze je ein aufgerichtetes goldenes Eichenblatt mit einer abgewendeten Eichel.

### Ortsbeirat
Der Ortsbeirat wird von Ortsvorsteher Michael Schmidt (BL) angeführt.

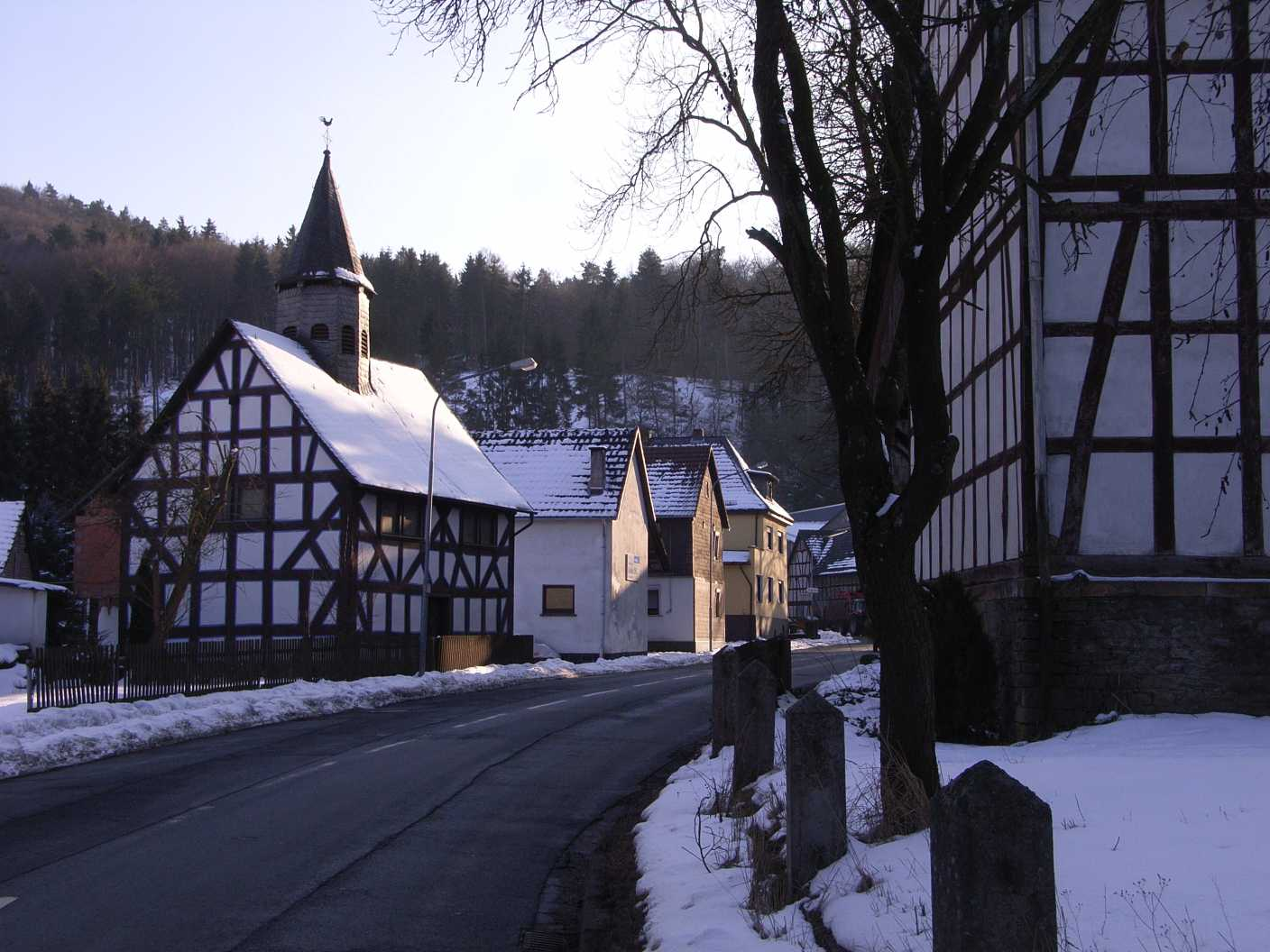
Hommertshausener Fachwerkkirche

## Sehenswürdigkeiten
An der Durchfahrtsstraße befindet sich eine kleine barocke Fachwerkkirche aus dem 17. Jahrhundert. Diese wurde am 11. November 2019 während Sanierungsarbeiten infolge eine Lkw-Unfalls schwer beschädigt.

## Vereine
- Die Freiwillige Feuerwehr Hommertshausen sorgt für den abwehrenden Brandschutz und die allgemeine Hilfe.
- SSV 1930 Hommertshausen – Fußballverein
- Skatclub „Hinterländer Luschen“
- STC 1982 Hommertshausen